# 弗雷克采伊鄉 (圖爾恰縣)
45°06′N 28°40′E / 45.100°N 28.667°E
弗雷克采伊鄉（羅馬尼亞語：Comuna Frecăței, Tulcea），是羅馬尼亞的鄉份，位於該國東南部，由圖爾恰縣負責管轄，面積48平方公里，海拔高度62米，2002年人口3,600，人口密度每平方公里75人。